# ماهی‌های سرصاف شبح
ماهی‌های سرصاف شبح (نام علمی: Hoplichthys) نام یک سرده از راسته عقرب‌ماهی‌سانان است.